# Erythrodiplax media
Erythrodiplax media är en trollsländeart som beskrevs av Borror 1942. Erythrodiplax media ingår i släktet Erythrodiplax och familjen segeltrollsländor. Inga underarter finns listade i Catalogue of Life.

## Bildgalleri